# Horst Dieter Bürkle
Horst Dieter Bürkle (* 17. August 1934 in Teningen, gest. 7. März 2022 in Darmstadt) war ein freischaffender Künstler im Bereich audio-visueller Medien.

## Leben
Horst Dieter Bürkle wurde 1934 in Teningen im Breisgau geboren. Teile der Kindheit verbrachte er im elsässischen Rappoltsweiler. Er besuchte die Volksschule in Teningen und machte 1949 die Mittlere Reife am Gymnasium in Emmendingen. Am 1. Februar 1950 begann er eine Lehre als Fotograf, die er Anfang 1953 erfolgreich abschloss. Es folgte von 1953 bis 1956 eine Ausbildung zum Filmtechniker. Anschließend ließ er sich zum Reprofotografen in einem Darmstädter Verlag umschulen. Es folgte eine längere Verlagstätigkeit als Architektur- und Landschaftsfotograf (1958–65). Von 1965 bis 1971 war er Lektor für Fortbildungskurse zum Thema Bildende Kunst bei einem Fernlehrinstitut und leitete von 1971 bis 1975 die Abteilung Audiovision bei einem Task-Force-Unternehmen des Bertelsmann-Konzerns. 1976 machte er sich selbständig. Er übernahm freie Tätigkeiten im Bereich audio-visueller Medien und unternahm viele Studienreisen durch Europa, den Nahen Osten, in Afrika, Asien, Mittel- und Südamerika. Seit 1995 ist er Mitglied der Darmstädter Sezession, deren Geschäftsführer er von 1995 bis 2007 war. Von 2001 bis 2015 war er Vorstandssprecher der Darmstädter Sezession. Seither ist er Ehrenvorsitzender.
Seit Januar 1957 lebte Horst Dieter Bürkle in Darmstadt. Ehrenamtlich trat er erstmals 1958 als Mitbegründer des Darmstädter Filmclubs (später Film- und Videoclub Darmstadt) in Erscheinung. In den 1960er und 1970er Jahren war Bürkle als Regionalleiter der Filmclubs in Hessen und Franken und als beratendes Vorstandsmitglied des nationalen Kurzfilmverbandes und Chefredakteur des zugehörigen Presseorgans ehrenamtlich aktiv. 1969 wurde Horst Dieter Bürkle Komiteemitglied des der UNESCO angeschlossenen Weltdachverbandes „Union Internationale du Cinéma non-professionnel“, In diesem Gremium war er als Chefredakteur der Verbandspublikation und von 1974 bis 1977 als Vizepräsident tätig.
1990 trat Bürkle dem „Archiv Darmstädter Künstler“ bei, 1991 wurde in den Vorstand berufen, bis 1998 war er zweiter Vorsitzender. Im Jahr 1993 übernahm er die Betreuung und Leitung der Foyergalerie im Staatstheater Darmstadt. 1996 gründete er gemeinsam mit Heinz Krapp, Otto Horn, Holger Wilmesmeier und Anna Dorothea Schneider die filmkundliche Initiative „CinemArchiv“ im Staatsarchiv Darmstadt und war von 2001 bis 2015 Co-Kurator von „Vogelfrei“, der seit 1995 bestehenden Kunstbiennale im Darmstädter Komponistenviertel. Außerdem war Bürkle ab 2011 als Mitbegründer des Vereins „KulturStärken e.V.“ ehrenamtlich tätig.

## Ehrungen
Bürkle hat zahlreiche Preise und Auszeichnungen für Experimental-, Trick- und Dokumentarfilme bei nationalen und internationalen Kurzfilmfestivals erhalten.
- 1990: Medaille der „Darmstädter Heiner“
- 2003: Bronzene Verdienstplakette der Stadt Darmstadt
- 2013: Johann-Heinrich-Merck-Ehrung der Stadt Darmstadt
- 2015: Ernennung zum Ehrenvorsitzenden der Darmstädter Sezession

## Ausstellungen bzw. -beteiligungen
- 1992 »Hommage an den Keller« Galerie im Keller-Klub, Darmstadt
- 1997 »Aspekte der Fotografie« Foyergalerie im Staatstheater Darmstadt (zusammen mit Axel Deus, Ruth Hommelsheim, Teun Hocks, Robert Häusser und Roger Richter)
- 1999  »Tierische Welten« Darmstädter Sezession, Mathildenhöhe Darmstadt
- »Klein ist nicht klein ist nicht klein« Centre le Mail, Troyes/F und Alpha Galerie, Freiberg/Sachsen
- 2000  »Klein ist nicht klein ist nicht klein« Museum and Art Gallery, Chesterfield/UK
- 2001 »Als lost as safe« Darmstädter Sezession, Mathildenhöhe Darmstadt
- 2005 »Zwölf Positionen der  Darmstädter Sezession« Künstlerhaus Graz,  »Tendenzen« Darmstädter Sezession, Mathildenhöhe Darmstadt
- 2007 »Standort« Darmstädter Sezession, Mathildenhöhe Darmstadt
- 2009  Darmstädter Sezession, Kunsthalle Darmstadt
- 2010 »Menschenbild« Darmstädter Sezession, Ziegelhütte Darmstadt, »Kritische Masse« Darmstädter Sezession, Mathildenhöhe Darmstadt
- 2011 »Filme und Objekte« Raum 6 im Atelierhaus Darmstadt (E)
- 2012 »Licht« Darmstädter Sezession, Ziegelhütte Darmstadt
- 2014 »ART.by.friends« 24. Kunsttage Dreieich, Städtische Galerie
- 2014 »11 oder 12 Dinge, die ich von mir weiß« Kunstpunkt Darmstadt – Projektraum für aktuelle Kunst (E)

## Veröffentlichungen
- 1976: Tonfilm aus der Kamera, Niedernhausen/Ts.
- 2012: Von einem, der auszog, seine Bilder zu finden, Justus von Liebig Verlag, Darmstadt.
- 2019: „Unheil – Exemplarische Berichte über die Entarteten und Verfemten aus den Reihen der Darmstödter Sezession“, Darmstadt.